# 5-Mark-Eiche
Die 5-Mark-Eiche ist eine alte, als Naturdenkmal geschützte Eiche in Kellenhusen im Kreis Ostholstein in Schleswig-Holstein. Der Baum ist seit 2012 abgestorben.

## Beschreibung
Die so genannte 5-Mark-Eiche befindet sich im Guttauer Gehege im Kellenhusener Forst und ist frei zugänglich.
Es handelt sich um eine Stieleiche von rund 26 Metern Höhe mit einem Stammumfang von etwa 6 m, deren Alter auf 350 Jahre geschätzt wird. Die Eiche hat ihren Namen erhalten, weil sie Maximilian Dasio als Vorbild für die Gestaltung der Bildseite auf der von 1927 bis 1933 geprägten 5-Reichsmark-Münze mit dem Motiv eines „Eichbaums“ diente.

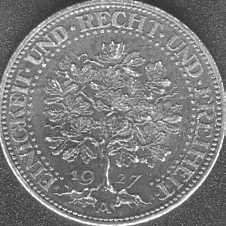
5 Reichsmark „Eichbaum“, Kursmünze, Weimarer Republik 1927–1933

## Andere Eichen in der Nähe
In der Nähe befinden sich weitere historische Eichen, die „Wasserstandseiche“, die zusammen mit einem Gedenkstein an das Ostseesturmhochwasser 1872 erinnert, die tausendjährige „Kroneiche (Kellenhusen)“, die allerdings nicht mehr steht und die „Königseiche“, die angeblich von einem dänischen König gepflanzt wurde. Nach einer andern Auffassung hat sie ihren Namen nach einem dänischen König, der sich auf der Durchreise unter ihr ausgeruht haben soll. Die „Königseiche“ steht auch nicht mehr aufrecht, ihr wurde ein Sturm zum Verhängnis. Eine weitere Eiche in der Umgebung ist die etwa 300 Jahre alte „Eiche Klostersee“.